# Yohio
YOHIO（Kevin Johio Lucas Rehn Eires，1995年7月12日—），是瑞典籍瑞典和日本的歌手、詞曲作者。Yohio通常穿著一個洛麗塔裝扮和裝扮為雌雄同體的在舞台上表演。他也曾是瑞典搖滾團體Seremedy的團員。為電腦軟體《Vocaloid 3》的虛擬歌手YOHIOloid提供聲源。

## 個人生活
喜愛日本文化，也擁有流利的日語能力，表演風格也多受到日本視覺系影響。

## 音樂事業

### 2012年：日本發展
發行了首張個人專輯《リーチ・ザ・スカイ》。

### 2013年：瑞典旋律节
參加2013年瑞典旋律节第一場預賽以歌曲《Heartbreak Hotel》贏得第一名進入決賽，決賽中以133分僅次於冠軍Robin Stjernberg166分的成績拿下第二名，沒能進入2013年歐洲歌唱大賽。

### 2015年：新演藝展開
2015年再組新團DISREIGN，以暗黑風格，帶來全新作品《UNTIL THE FADE》
這次YOHIO一改過去清爽少年或甜美少女形象，以全新暗黑風格現身。他除了找來前團Seremedy的貝斯手JENZiiH之外，
更有結他手Valentin及鼓手Tias加入,樂團歌唱的語言將主要以日本語為主外，更有機會到日本演出。

## 音樂作品

### 專輯
| 年份 | 專輯名稱           | 排行榜 | 排行榜 | 備註                                        |
| 年份 | 專輯名稱           | 瑞典   | 日本   | 備註                                        |
| ---- | ------------------ | ------ | ------ | ------------------------------------------- |
| 2012 | リーチ・ザ・スカイ | —      | 82     | 2012年4月25日發行                           |
| 2013 | Break the Border   | 1      | —      | 2013年3月27日瑞典發行 2013年4月24日日本發行 |

### 單曲
| 年份 | 單曲名稱         | 排行榜 | 排行榜 | 備註                   |
| 年份 | 單曲名稱         | 瑞典   | 日本   | 備註                   |
| ---- | ---------------- | ------ | ------ | ---------------------- |
| 2013 | Heartbreak Hotel | 8      | —      | 2013年瑞典旋律节參賽曲 |